# Сара Менезес
Сара Габріель Кабраль де Менезес (порт. Sarah Gabrielle Cabral de Menezes, 26 березня 1990) — бразильська дзюдоїстка, олімпійська чемпіонка.

## Виступи на Олімпіадах
| Олімпіада   | Дисципліна         | Місце |
| ----------- | ------------------ | ----- |
| Пекін 2008  | надлегка категорія | 19T   |
| Лондон 2012 | надлегка категорія | 1     |
| Ріо 2016    | надлегка категорія | 7     |